# Phyllanthus lawii
Phyllanthus lawii är en emblikaväxtart som beskrevs av John Graham. Phyllanthus lawii ingår i släktet Phyllanthus och familjen emblikaväxter. Inga underarter finns listade i Catalogue of Life.

## Bildgalleri

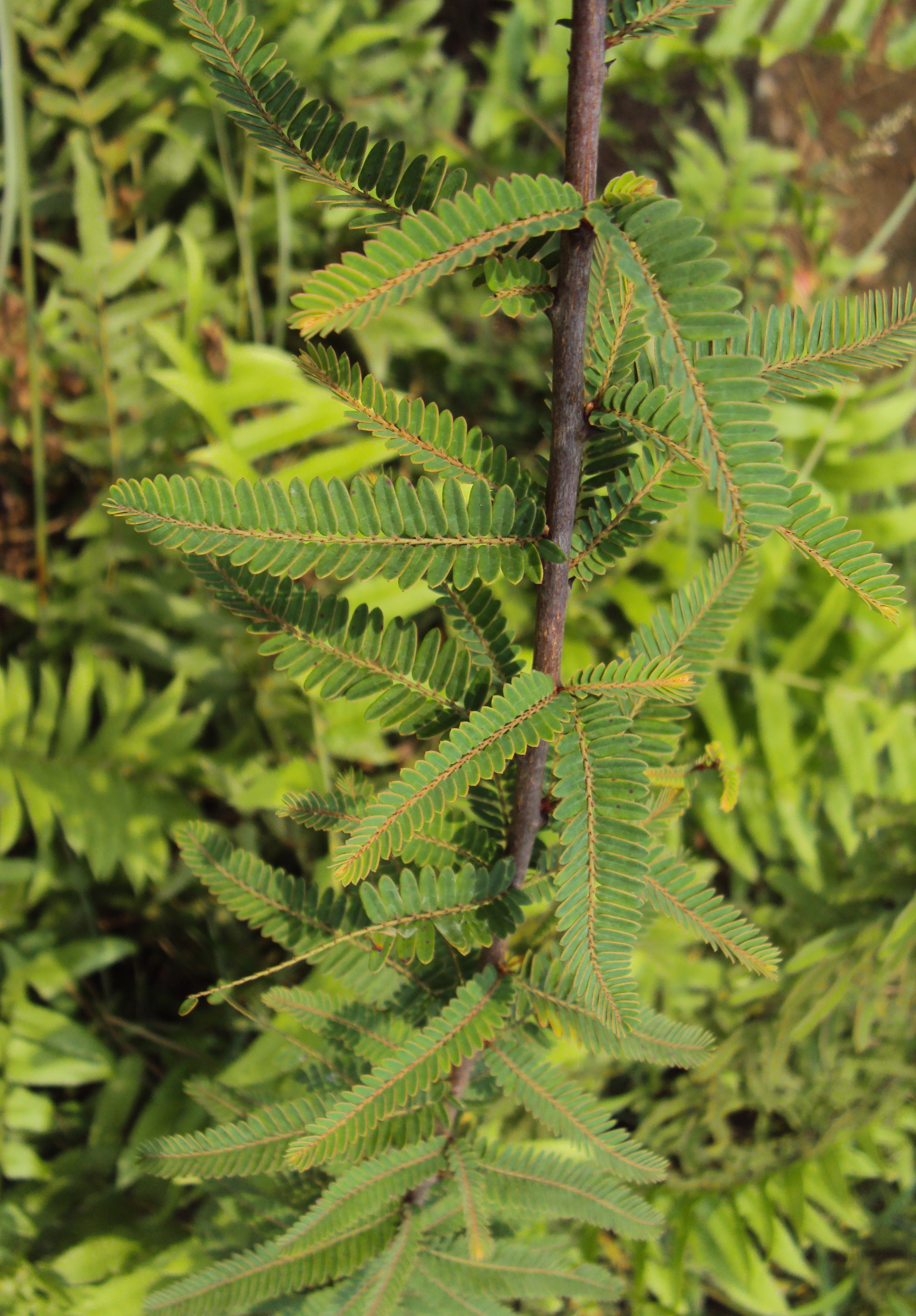
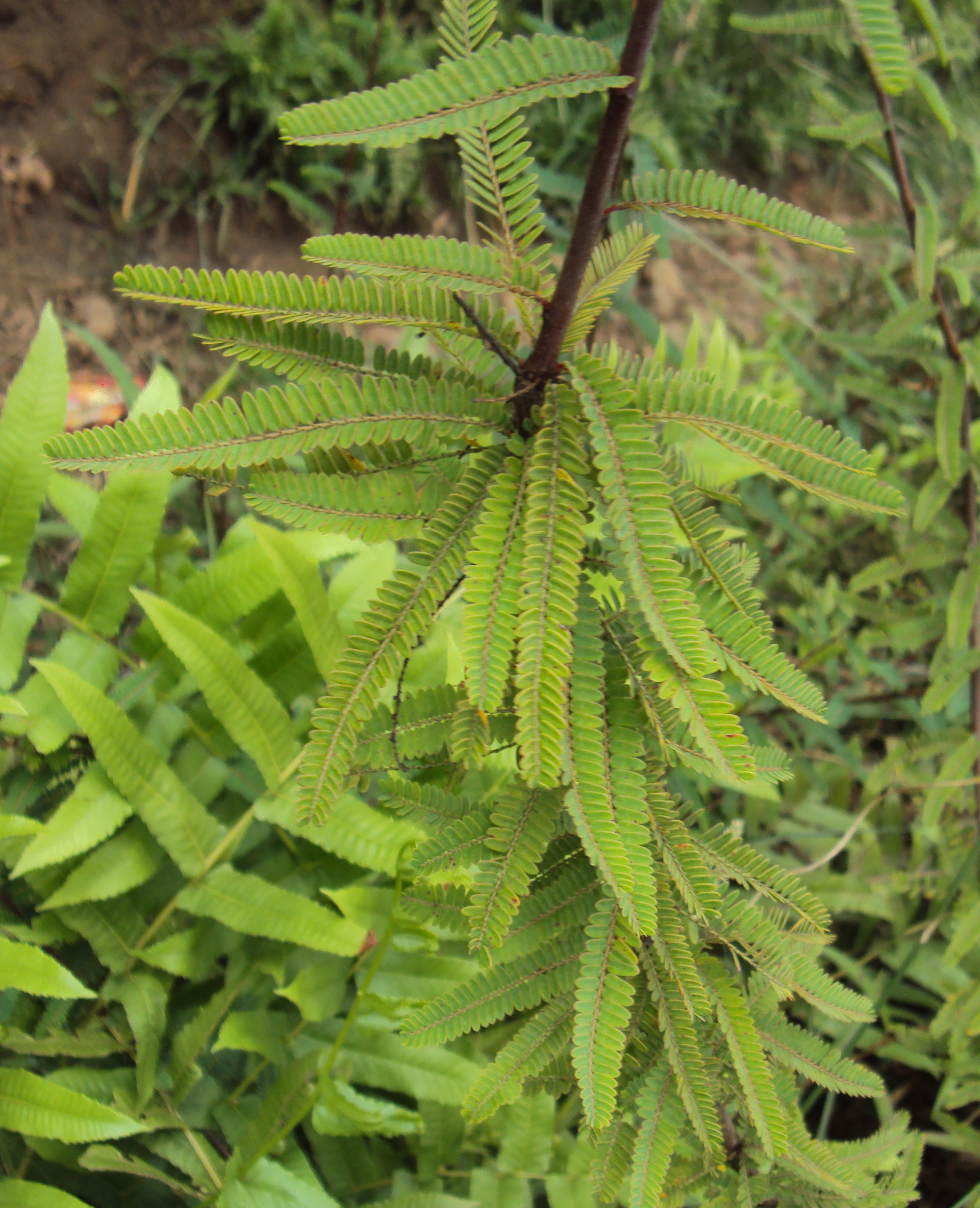
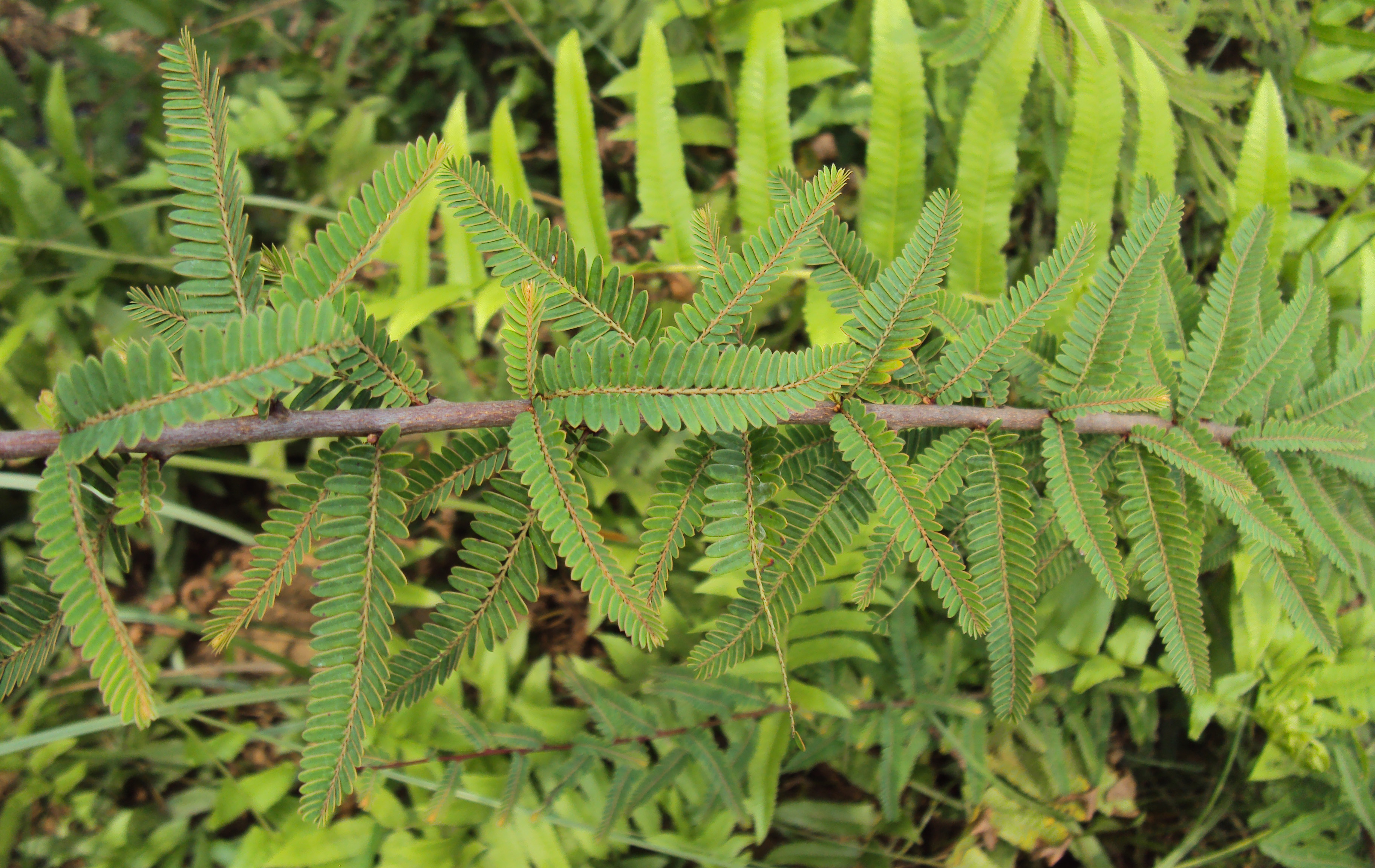
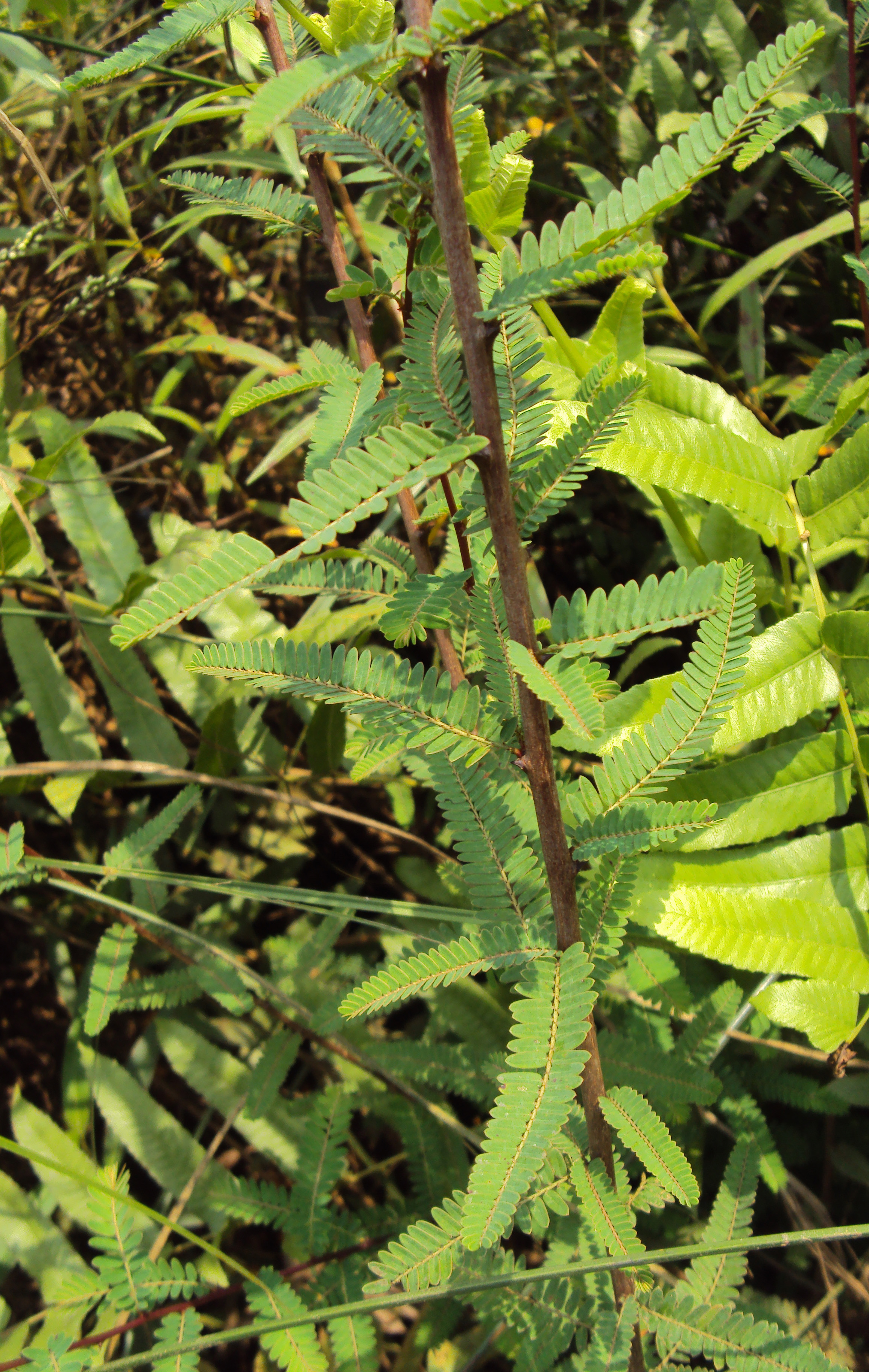